# Bordeaux
Bordeaux ([bordó] okcitánsky Bordèu – [burdeu], latinsky Burdigala) je přístavní město na jihozápadě Francie, při ústí řeky Garonny do Atlantského oceánu. Živé obchodní a univerzitní město s bohatou historií je hlavním městem departementu Gironde a regionu Nová Akvitánie. Oblast Bordeaux je jednou z nejznámějších vinařských oblastí na světě s objemem asi 14,5 miliardy EUR. V oblasti je ale i významný průmysl, zejména letecký, technologický a informatický. Žije zde přibližně 265 tisíc obyvatel.
Historická část města se starým přístavem byla v červnu 2007 zařazena na seznam světového dědictví UNESCO.

## Geografie
Bordeaux je vzdáleno asi 500 km jihozápadně od Paříže, sousední obce jsou Mérignac, Cenon, Talence a Bègles.
Město leží na obou březích řeky Garonny, která zde tvoří oblouk. Na levém (západním) břehu, kde je koryto hlubší, je historicky významnější část s přístavem, kam mohou vplouvat i oceánské lodi. Pravý (východní) břeh je plochý a místy bažinatý.
Město má oceánské klima, ovšem v létě teplejší a v zimě mírnější. Vydatnými dešti v létě se odlišuje od středozemního klimatu.

## Historie

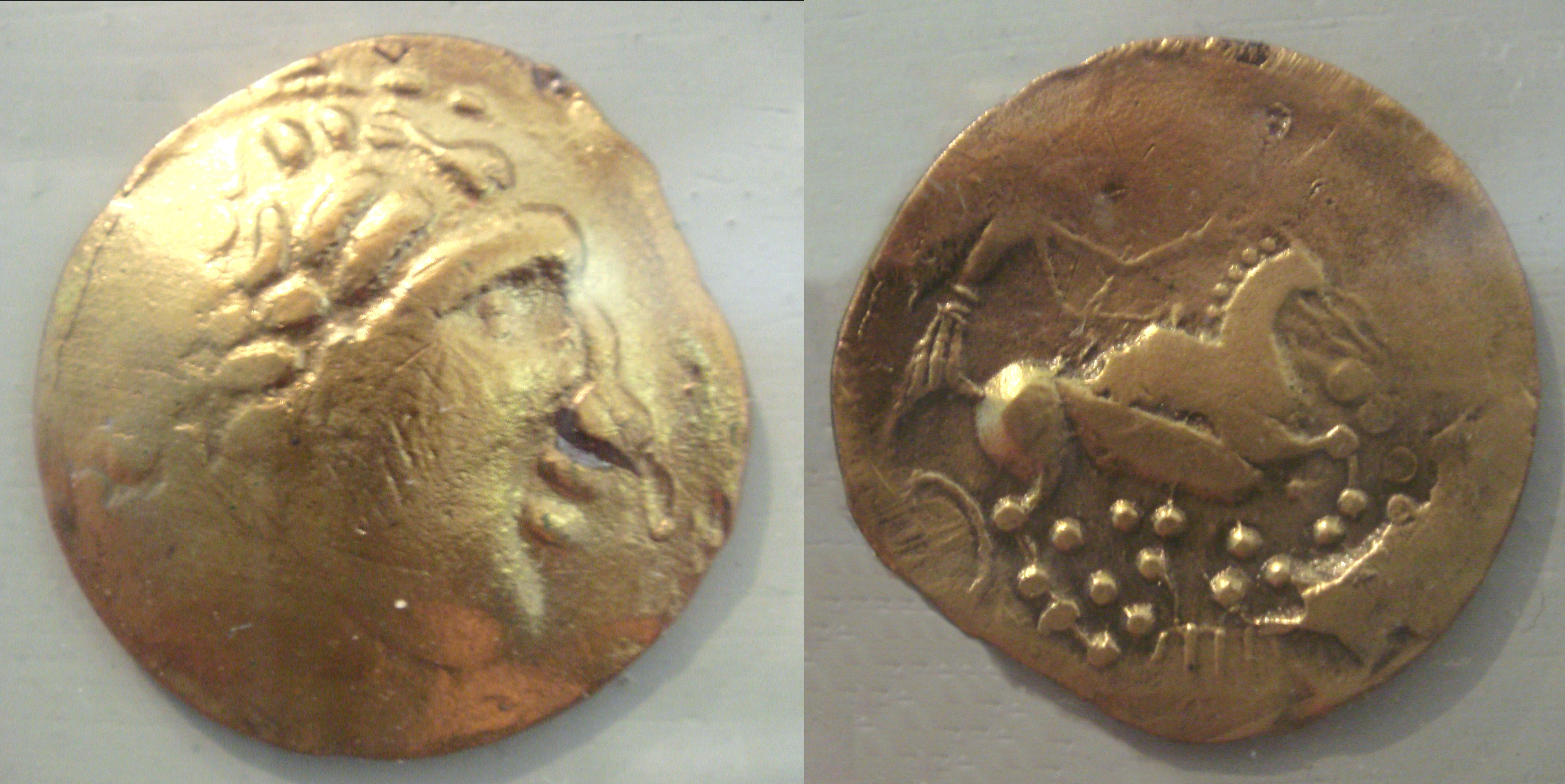
Zlatá mince Biturgů, 5.–1. stol. př. n. l.

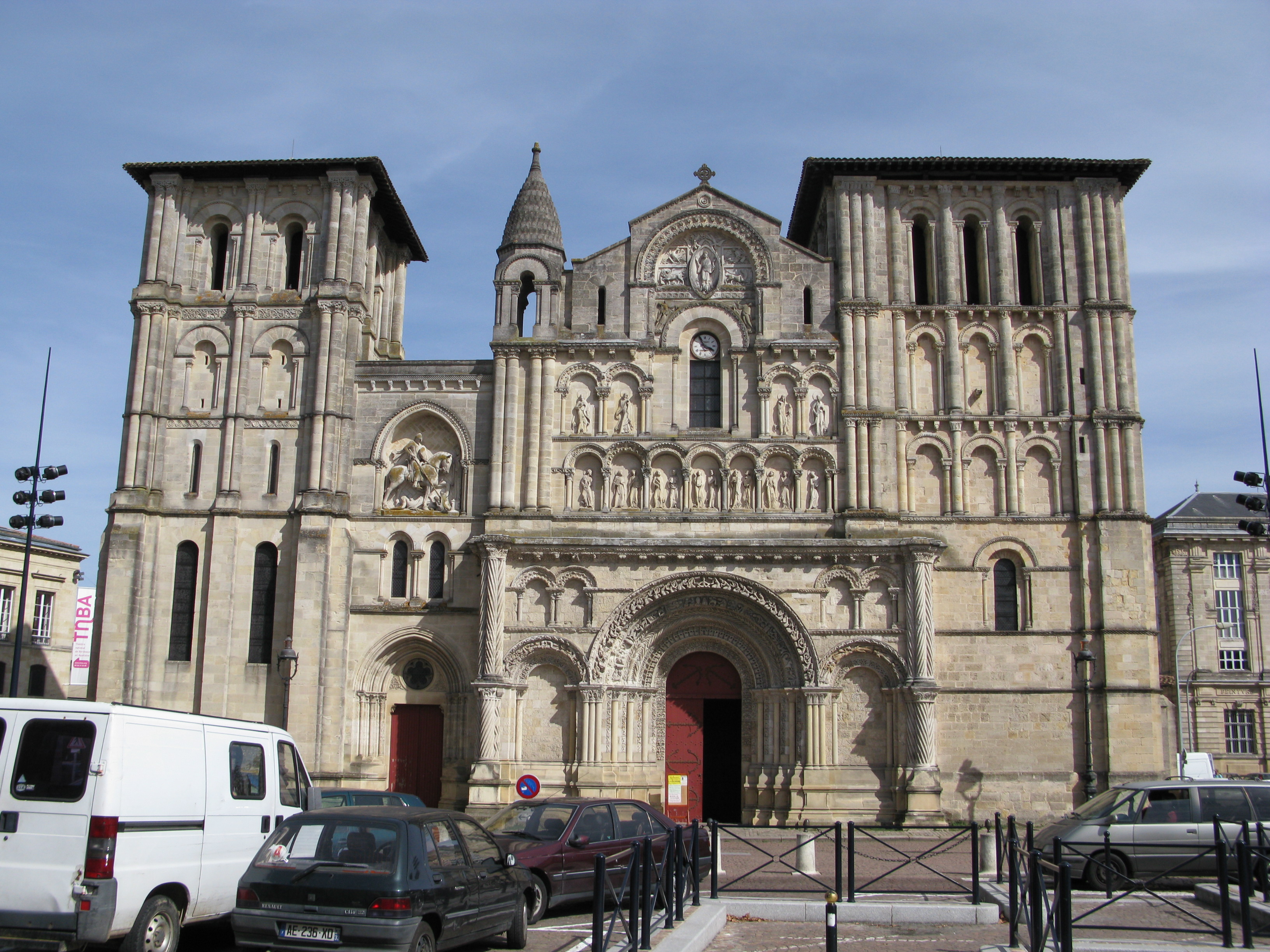
Kostel Sainte-Croix

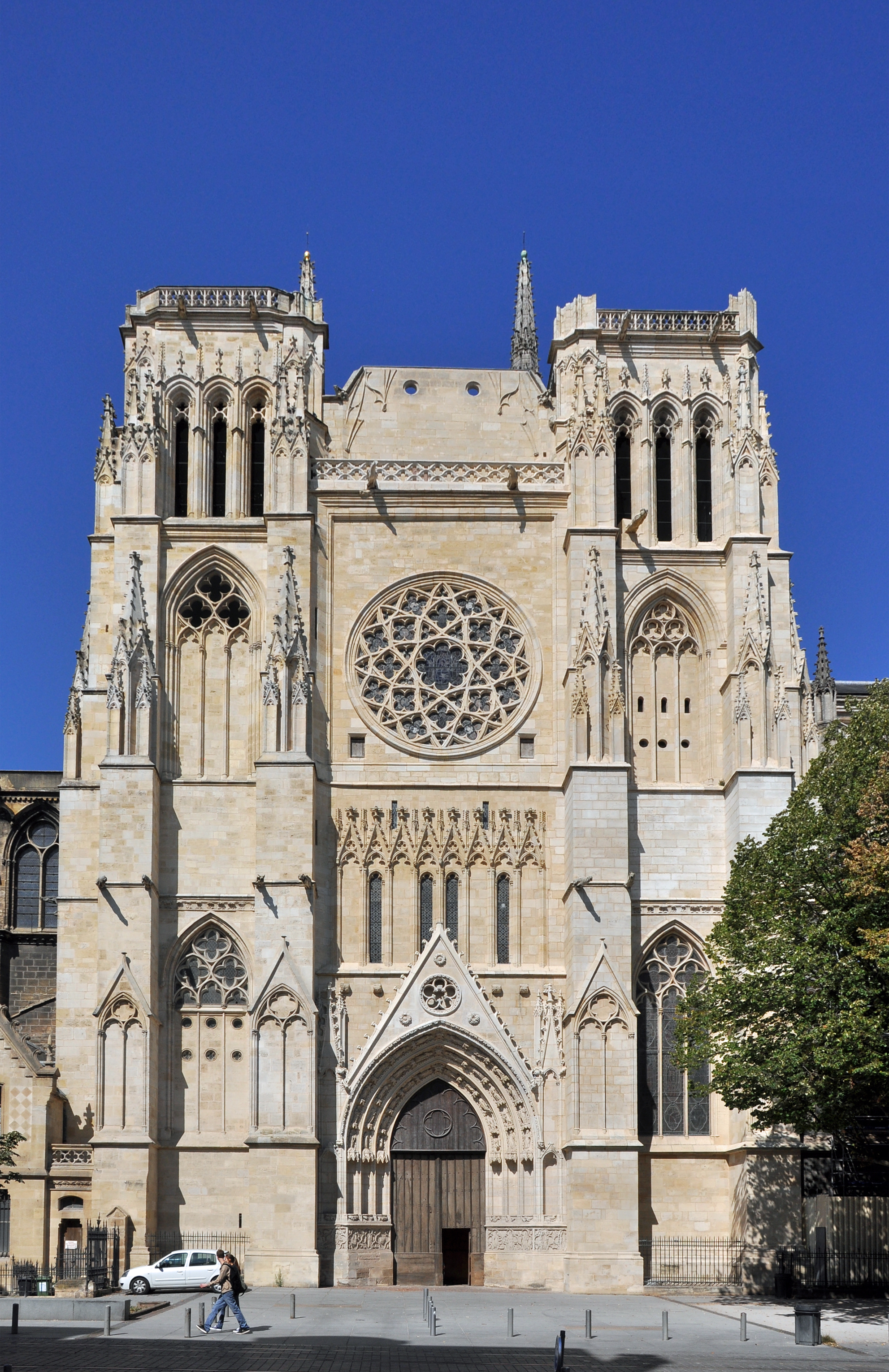
Katedrála Saint-André

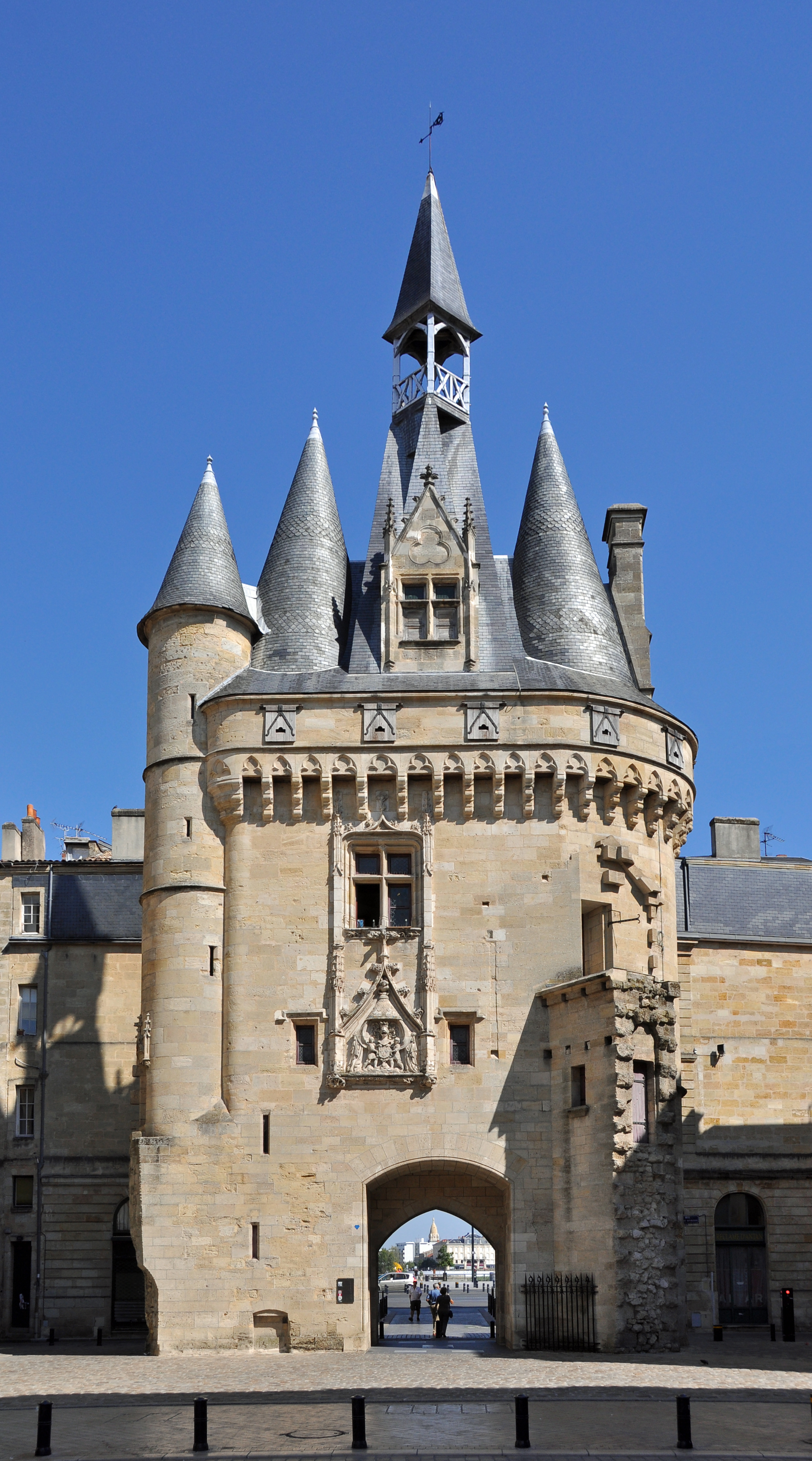
Porte Cailhau

Ve 3. století př. n. l. zde bylo město Burdigala, sídlo keltského kmene Biturges Vivisci, kteří zde razili zlaté mince. Roku 107 př. n. l. bylo v bitvě u Burdigaly poraženo římské vojsko, které bránilo své spojence Allobrogy, a jeho velitel, konsul Lucius Cassius Longinus v bitvě padl. Kolem roku 60 př. n. l. město ovládli Římané, kteří z přístavu dováželi olovo a cín. Stalo se hlavním městem Římské Akvitánie a vzkvétalo zejména ve 3. stol. Během 5. století bylo několikrát vypleněno a koncem 6. století se stalo sídlem hrabství a arcibiskupství v rámci merovejského království. V 8. století je vyplenili Arabové a po jejich porážce připadlo karolinské říši, muselo se však bránit nájezdům Vikingů a vzpourám Basků.
Město získalo na významu za vévodkyně Eleonory Akvitánské, která se stala francouzskou královnou a roku 1152 se po druhé provdala za Jindřicha Plantageneta, pozdějšího anglického krále. Za krále Eduarda, „Černého prince“ bylo hlavním městem nezávislého vévodství a 1453 bylo opět připojeno k Francii. Roku 1462 dostalo samosprávu a v 16. století k obchodu s vínem přibyl i zámořský obchod s cukrem a s otroky.
Roku 1653 je dobyl král Ludvík XIV. a v 18. století neobyčejně rozkvetlo. Velkolepá náměstí a asi 5 000 budov dnešního Bordeaux pochází z této doby. Baron Haussmann, dříve prefekt v Bordeaux, se inspiroval zdejším urbanismem při velkorysé přestavbě Paříže v 60. letech 19. století. Za Velké francouzské revoluce hráli liberální poslanci za Gironde – girondisté – významnou úlohu, než je radikálové začal pronásledovat. Za Napoleonských válek se začal stavět první kamenný most přes Garonnu, dokončený 1822. Roku 1858 bylo Bordeaux připojeno na dvojí železnici, severní a jižní, které se o dva roky později propojily mostem.
Za války v roce 1870 se sem uchýlila francouzská vláda, stejně jako za obou světových válek, za druhé války se však brzy přestěhovala do Vichy. V Bordeaux vznikla důležitá základna italského a německého ponorkového loďstva, které odtud operovalo v Atlantiku. Po roce 1940 se vyznamenal portugalský konsul v Bordeaux, Aristides de Sousa Mendes, který vydal tisíce portugalských víz uprchlíkům před nacisty. Za války byla oblast Gironde jedním ze středisek odporu, koncem války se však jeho představitelé dohodli s místním velením Wehrmacht, že přístav a most nebudou vyhozeny do povětří, jak zněl Hitlerův rozkaz. Němečtí vojáci tak mohli bez překážek odejít, město však nebylo válkou téměř vůbec poškozeno.
Po válce prošlo město velkými změnami. Přístav byl přeložen blíže k moři, kam mohou vplouvat i kontejnerové lodi a tankery a poblíž vznikla nová rafinerie. Na pravém břehu vznikl nový průmysl (Ford, IBM, Siemens, Aérospatiale aj.), univerzita dostala nový kampus za městem, byly postaveny čtyři nové mosty a kolem města vznikla okružní dálnice. Od 80. let začala rekonstrukce starého města s omezením automobilového provozu a s podporou pěších, cyklistů i zeleně. Roku 1994 vznikl nový plán rozvoje města a od roku 2004 byla obnovena tramvajová doprava.

## Pamětihodnosti
Město je především mimořádně dobře zachovaný celek s dlouhými ulicemi měšťanských domů i veřejných budov, z velké části z 18. století. Významné je zejména nábřeží Garonny, ulice jako Allée de Tourny a náměstí jako Place des Quinconces, Place de la Bourse, Place du Parlement a Place de la Victoire. Obraz města dotvářejí četné kostely, věže a brány.
- Palais Gallien, zřícenina římského amfiteátru pro 15 tisíc diváků ze 3. století
- Románský kostel Sainte-Croix z 12. století, v 19. století obnovený
- Románský kostel Saint-Bruno
- Katedrála Saint-André, jednolodní románská stavba se dvěma věžemi, v gotice rozšířená. Délkou lodi 127 m patří mezi největší románské stavby.
- Kostel Saint-Seurin ze 13. století a galo-románskou kryptou
- Porte Caillhau, městská brána z konce 15. století
- Gotická basilika Saint-Michel z 15.–16. století s volně stojící věží o výšce 114 m
- La grosse cloche, věž s obrovským zvonem o váze téměř 8 tun
- Barokní dominikánský kostel Notre-Dame z konce 17. století
- Velké divadlo v klasicistickém slohu z roku 1780
- Palais Rohan z roku 1783, od roku 1835 radnice
- Velká synagoga z konce 19. století
- Justiční palác, historická budova s moderní přístavbou z roku 1998, architekt Richard Rogers

### Muzea
- Musée d’Aquitaine, historické muzeum oblasti s expozicemi obchodu, mořeplavby a cla
- Gallerie des Beaux-Arts a Musée des Beaux-Arts, galerie klasického uměni v křídlech radnice
- Musée des Arts Décoratifs v blízkém barokním paláci, sbírky nábytku a vnitřního zařízení
- Musée de l’art contemporain, sbírky moderního umění ve staré celnici
- Entrepot Lainé, výstavní galerie v historickém skladu vlny

### Galerie

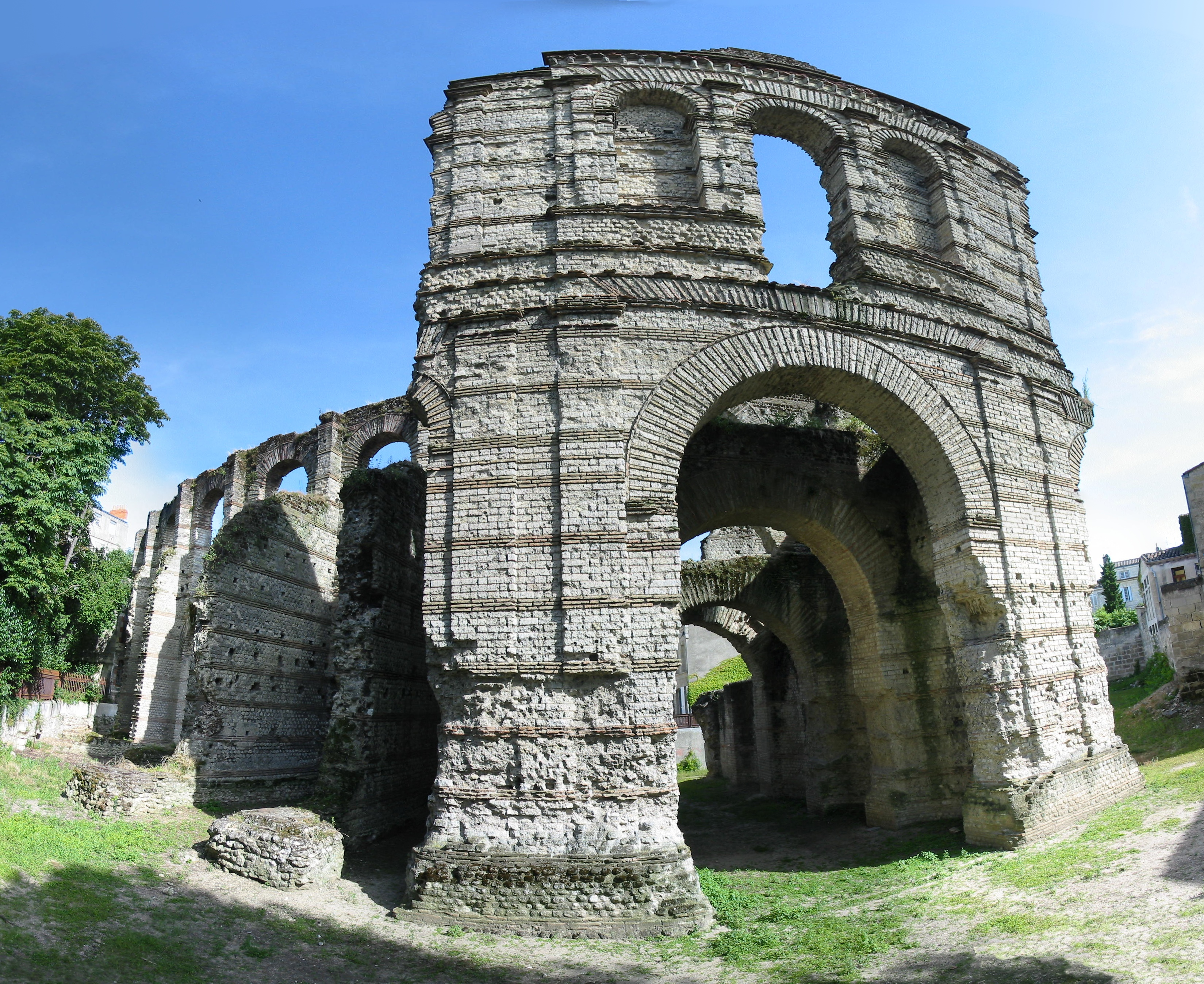
Antický amfiteátr
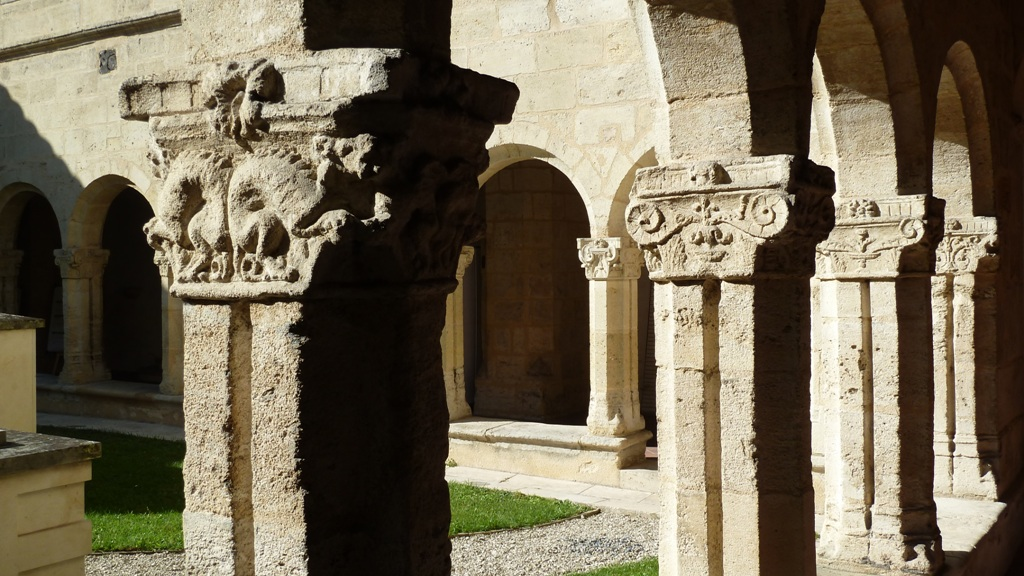
Klášter des Annonciades
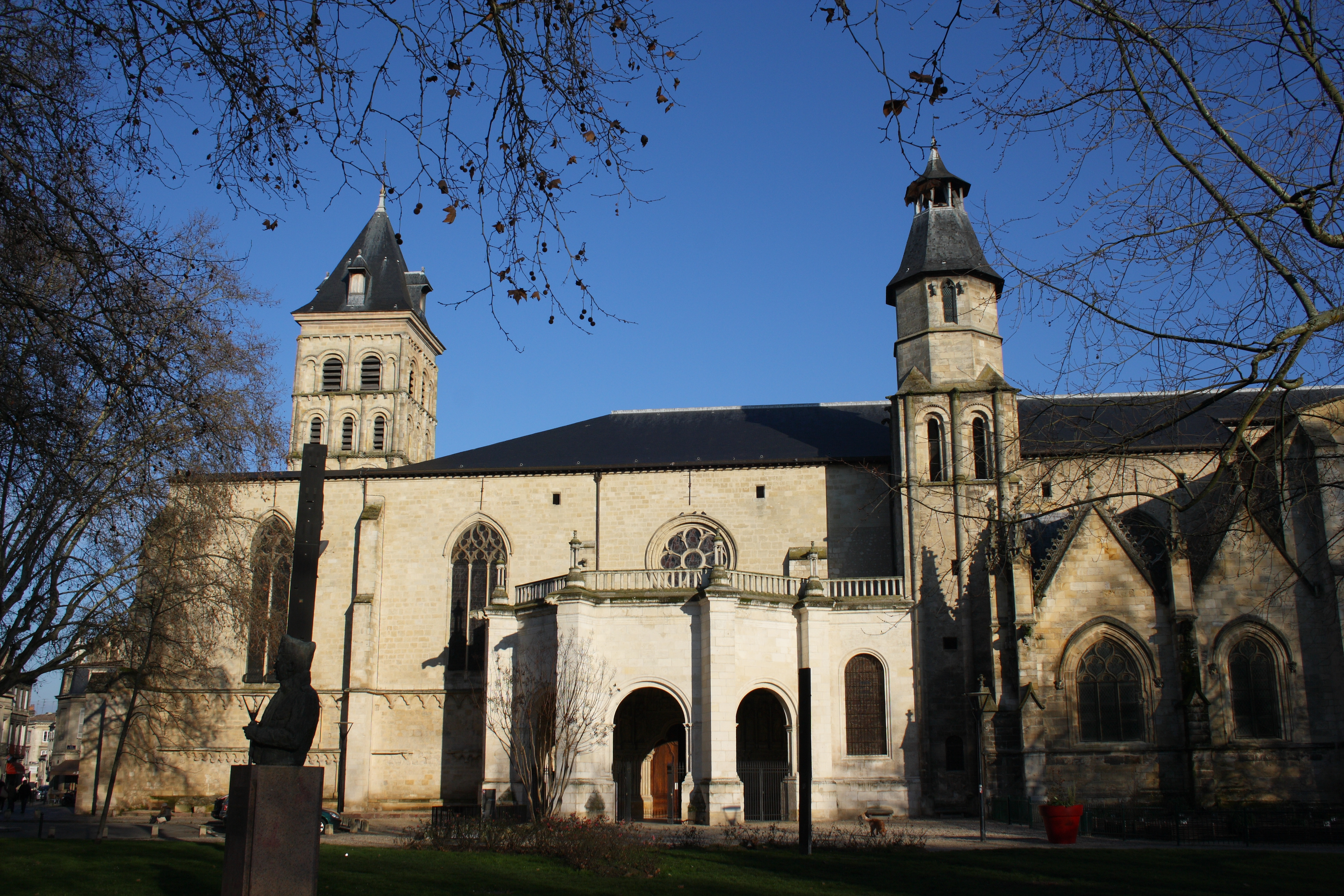
Kostel Saint-Seurin
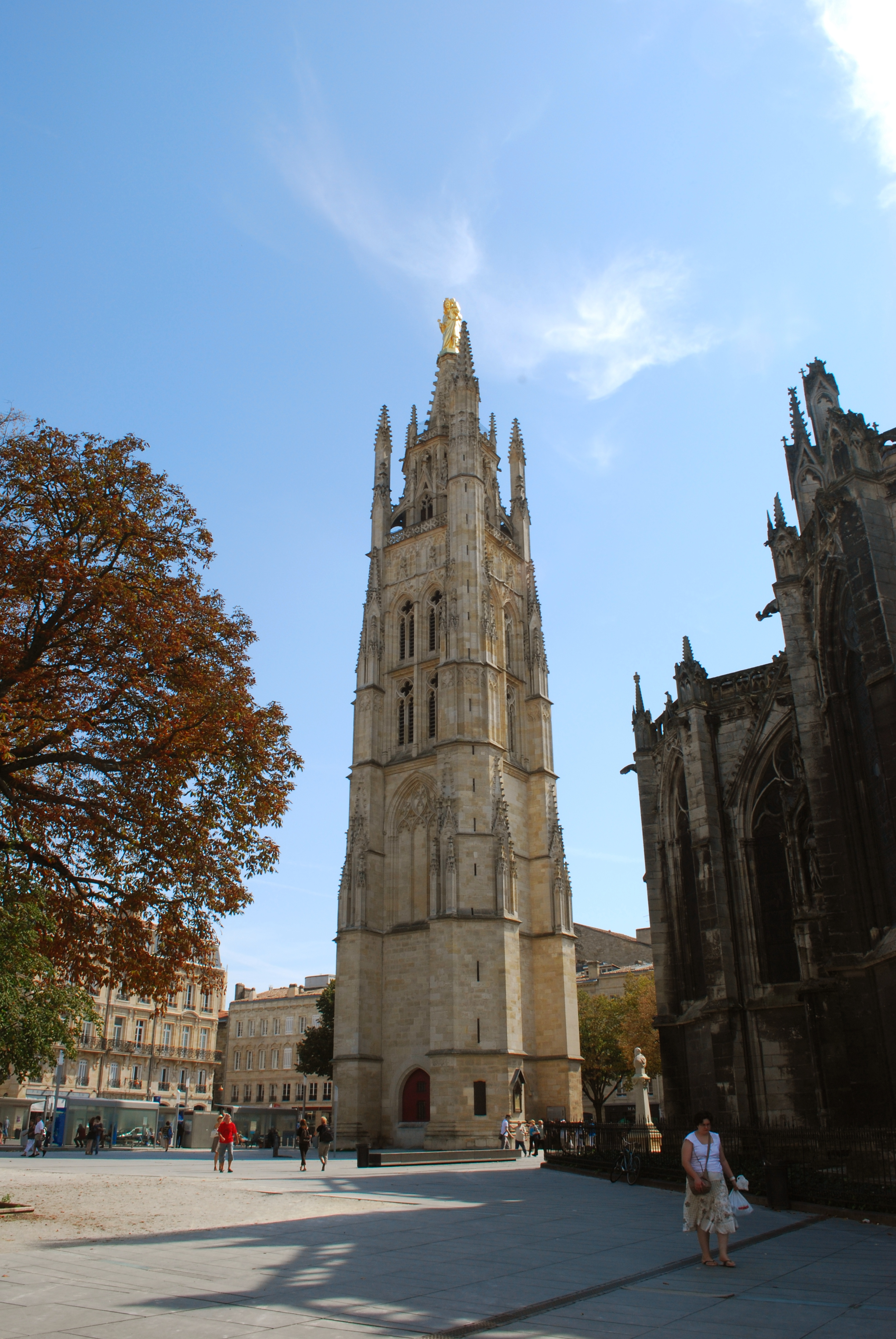
Věž Pey-Berland
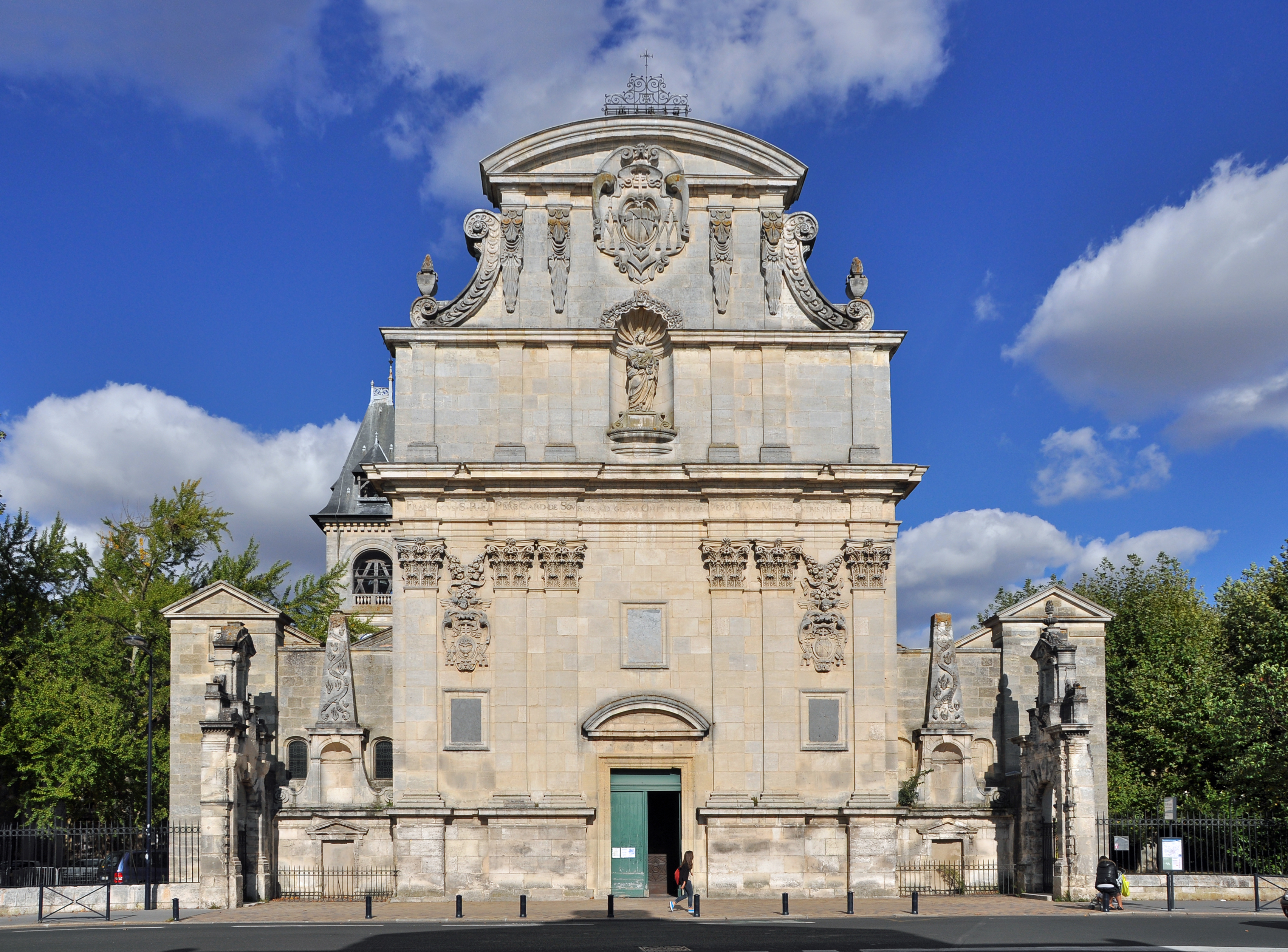
Kostel Saint Bruno
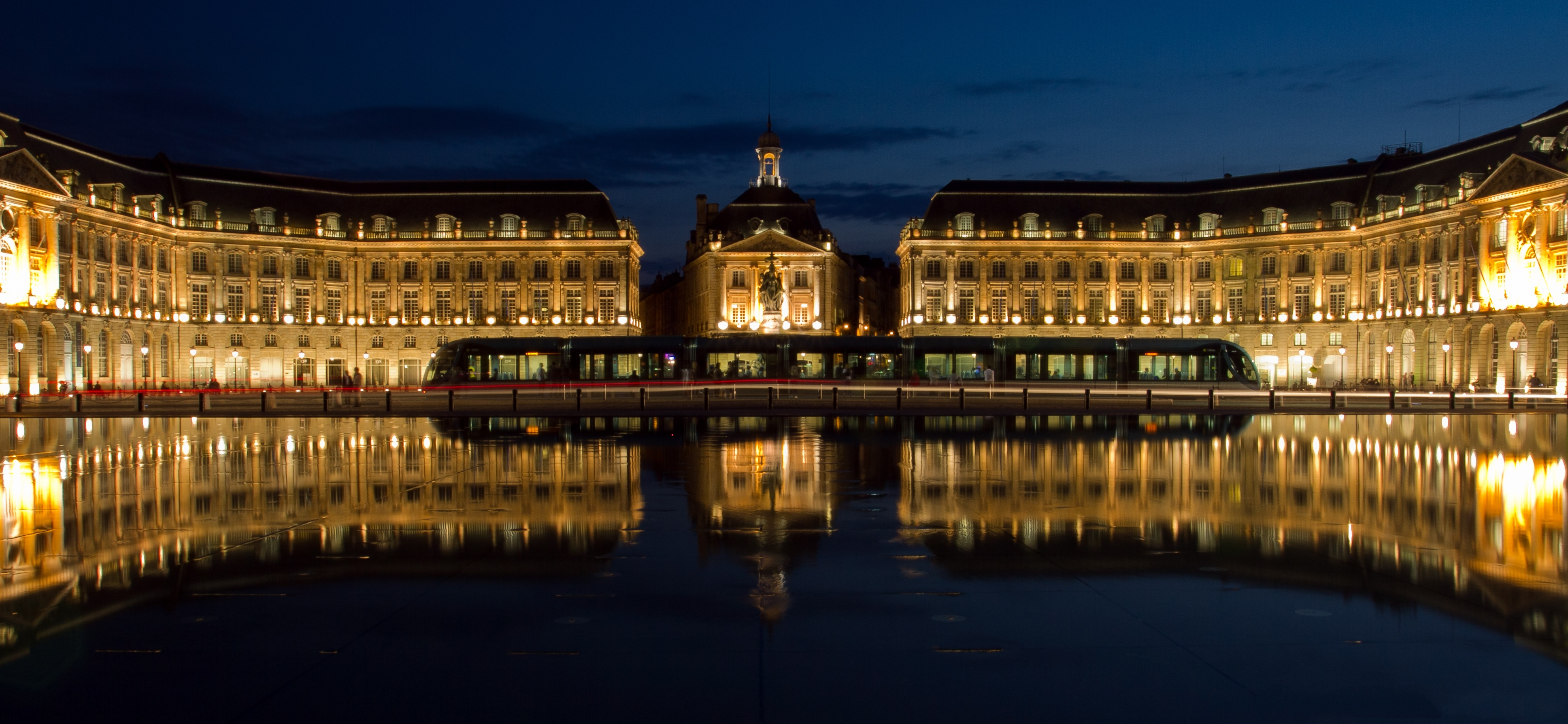
Náměstí s burzou
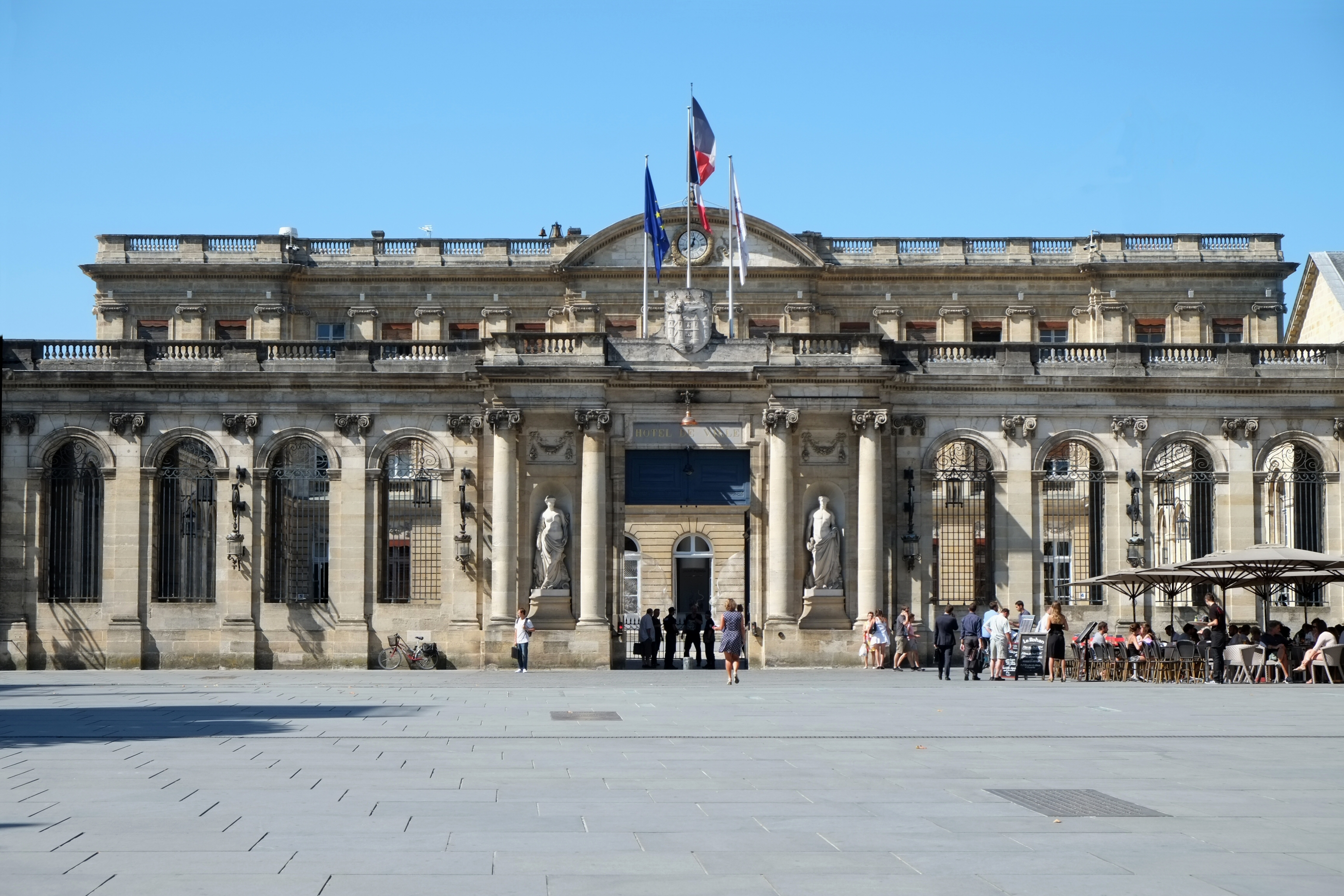
Radnice
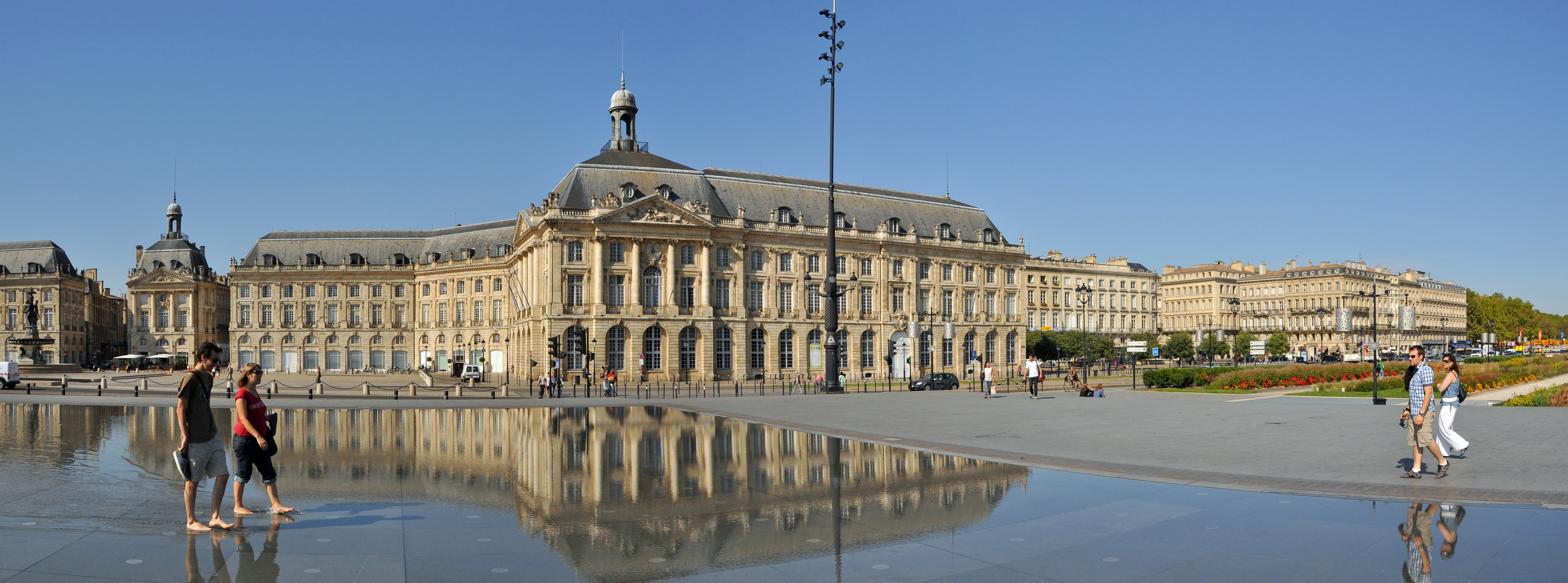
Burza
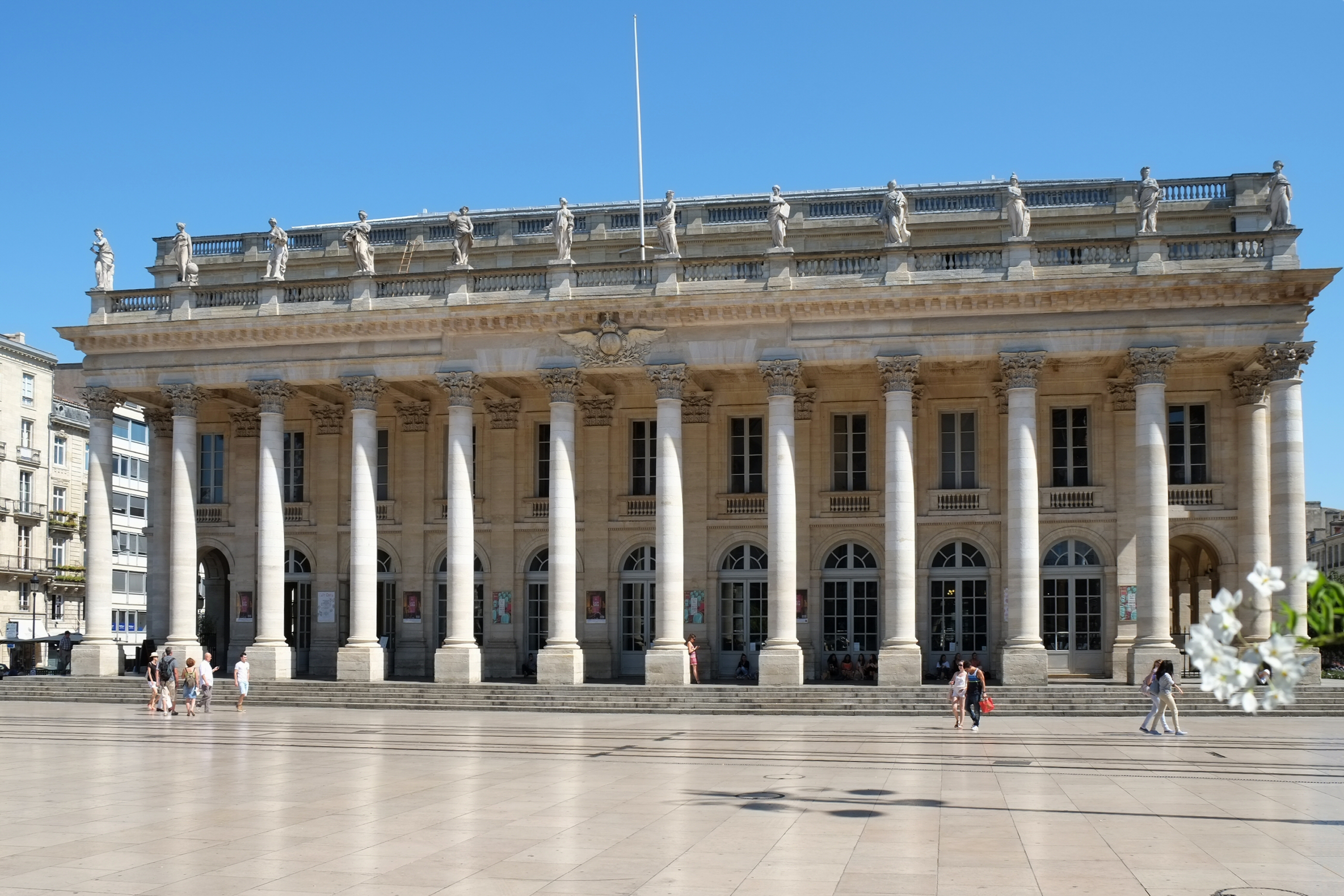
Velké divadlo (1780)
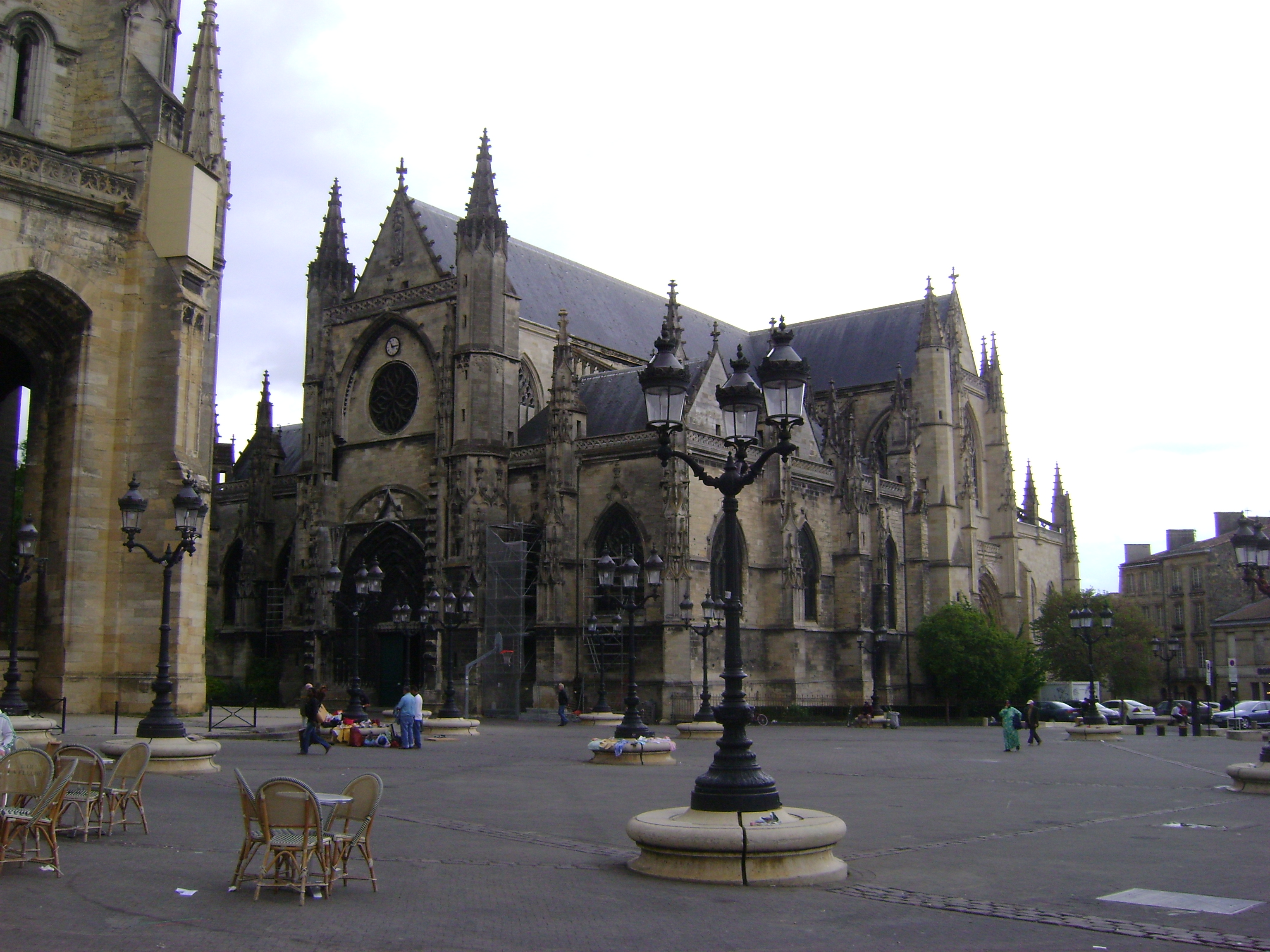
Basilika Saint-Michel

## Demografie

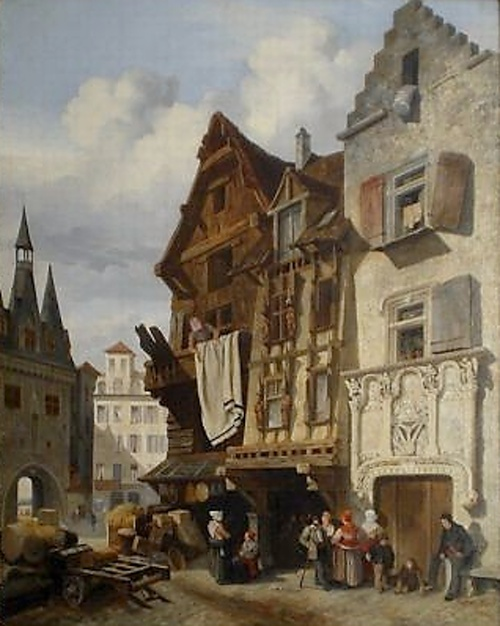
J.-M- Gué, Domy v Bordeaux

Počet obyvatel

## Vzdělání
- Univerzita v Bordeaux byla založena roku 1441, v současné době je rozdělena na čtyři více méně samostatné univerzity s různými obory (Bordeaux 1 až 4), na nichž studuje asi 70 tisíc studentů.
- Osm technických vysokých škol a tří ekonomické
- EPITECH – zpracování dat
- ESME Sudria – inženýr
- Institut d’études politiques – politologie
- Kedge Business School – management
- Santé Navale – vysoká škola námořního zdravotnictví
- ENM – vysoká škola pro soudce a prokurátory

## Doprava
Bordeaux je od starověku významný přístav a dopravní křižovatka, včetně pozemní dopravy ze Španělska a Portugalska, která dnes probíhá převážně po silnici

### Silniční doprava
V Bordeaux se křižuje několik dálnic:
- A 10 z Paříže, která pokračuje jako N 10 do Španělska
- A 62 do Toulouse a Narbonne
- A 63 do Arcachonu k moři
- A 89 do Lyonu

### Železnice
Od roku 1858 mělo Bordeaux dvě nádraží na obou stranách řeky, od roku 1860 propojená jednokolejným mostem, na jehož stavbě se podílel mladý Gustave Eiffel. Pravobřežní nádraží pak ztrácelo na významu a roku 1898 bylo otevřeno současné nádraží Saint-Jean s jedinou prosklenou ocelovou halou.
V současnosti má přímé spojení TGV s Paříží (jízdní doba 2 hodiny 4 minuty), se španělským Irunem, a přes Toulouse do Středomoří. Další trať je spojuje s Chartres.

### Letecká doprava
Mezinárodní letiště Bordeaux (zkratka BOD) leží západně od města v obci Mérignac a s městem je spojeno autobusy.

### Lodní doprava
Ačkoli význam lodní dopravy výrazně poklesl, je Bordeaux v několika ohledech druhým nejvýznamnějším přístavem Francie. Nákladní doprava končí za hranicemi města, do městských přístavů vplouvají hlavně turistické lodi, a to i zaoceánské výletní. Směrem proti proudu Garonny je živý turistický provoz do Toulouse, který pak pokračuje po Canal du Midi až do Středozemního moře.

### Městská doprava
Místní dopravu zajišťují četné autobusové linky a od roku 2004 obnovená tramvaj. Její tři linky (A, B, C) celkové délky 44 km užívají v centru systém APS bez troleje, aby dráty nehyzdily obraz města. Třetí kolej je rozdělena na úseky, střídavě po 8 metrech (vodivý) a 3 metrech (izolační) a vůz si sám přívod proudu do právě projížděného úseku zapíná. Trať je sice asi třikrát dražší než běžná tramvajová trať, je však čtyřikrát levnější, než by byla odpovídající trať metra. Po počátečních provozních problémech, hlavně po silném dešti, funguje dnes už spolehlivě.

## Sport
V Bordeaux sídlí fotbalový klub Girondins Bordeaux a ragbyový klub Union Bordeaux Bègles.

## Osobnosti narozené v Bordeaux
- Ausonius (310–395), básník
- Paulinus z Noly (354–431), biskup
- Richard II. (1367–1400), anglický král
- Charles Louis Montesquieu (1689–1755), filosof a politik
- Joseph Black (1728–1799), fyzik a chemik
- François Magendie (1783–1855), fyziolog
- Maria Rosalia Bonheur (1822–1899), malířka
- Odilon Redon (1840–1916), malíř
- Charles Tournemire (1870–1939), hudební skladatel
- Albert Marquet (1875–1947), malíř
- Jacques Thibaud (1880–1953), violista
- André Lhote (1885–1962), malíř, ilustrátor
- François Mauriac (1885–1970), spisovatel, básník
- Jean Piaubert (1900–2002), malíř
- Henri Sauguet (1901–1989), hudební skladatel
- Jean Anouilh (1910–1987), dramatik
- Jean Cayrol (1911–2005), spisovatel, scenárista, esejista
- René Clément (1913–1996), režisér
- Danielle Darrieux (* 1917), herečka
- Édouard Molinaro (1928–2013), režisér
- Jean-Jacques Sempé (1932–2022), kreslíř, karikaturista
- Philippe Sollers (1936–2023), spisovatel
- Ric Grech (1946–1990), hudebník
- Florent Serra (* 1981), tenista

### Další osobnosti
- Papež Klement V. (1260–1314) byl arcibiskupem v Bordeaux
- Michel de Montaigne (1533–1592), filosof a starosta Bordeaux
- Alain Juppé (* 1945), starosta Bordeaux

## Partnerská města
- Ašdod, Izrael (1984)
- Baku, Ázerbájdžán
- Bilbao, Španělsko
- Bristol, Spojené království (1947)
- Casablanca, Maroko (1988)
- Fukuoka, Japonsko (1982)
- Krakov, Polsko (1993)
- Lima, Peru (1957)
- Los Angeles, Spojené státy americké (1968)
- Madrid, Španělsko (1984)
- Mnichov, Německo (1964)
- Oran, Alžírsko (2003)
- Petrohrad, Rusko (1993)
- Porto, Portugalsko (1978)
- Québec, Kanada (1962)
- Riga, Lotyšsko (1993)
- Wu-chan, Čína (1998)
- Zahlé, Libanon (2006)